# Ružo crvena
Ružo crvena je osmi nosač zvuka klape Hrvatske ratne mornarice, Sveti Juraj. Objavljen je 13. veljače 2009. i na njemu se nalazi 13 ljubavnih pjesama.

## Video
Klapa Sveti Juraj HRM snimila je na temu tragične ljubavi Miljenka i Dobrile video spot za pjesmu „Ružo crvena”. Video je snimljen na povijesnim lokalitetima dvorca Vitturi u Kaštel Lukšiću, dvorca Kaštilac u Kaštel Gomilici i pored starohrvatske crkvice Svetog Jurja iz Raduna u Kaštel Starom Unutrašnje scene Dobrile su snimane u Palače Derossi u Trogiru.